# Коромандельский нетопырь
Коромандельский нетопы́рь (лат. Pipistrellus coromandra) — вид небольших летучих мышей из семейства гладконосых летучих мышей (Vespertilionidae).

## Распространение и места обитания
Страны распространения: Афганистан, Бангладеш, Бутан, Камбоджа, Китай, Индия, Лаос, Мьянма, Непал, Пакистан, Шри-Ланка, Вьетнам. Зарегистрирован между 100 и 2769 м над уровнем моря. Этот вид встречается в различных биотопах от лесов до сельскохозяйственных ландшафтов и городов.

## Образ жизни и питание
Днюют на деревьях, в щелях и трещинах в стенах и потолках, в старых зданиях, храмах, под корой и в дуплах деревьев небольшими группами. Летают медленно охотятся на мух, муравьёв и других мелких насекомых.

## Размножение
Приносят три приплода в год, по два детёныша.

## Угрозы и охрана
Для данного вида нет серьёзных угроз.